# Thick as a Brick 2
Thick as a Brick 2 es un disco en solitario publicado en 2012 por el líder de Jethro Tull, Ian Anderson. 

## Lista de temas
| #   | Título                                  | Autor          | Tiempo |
| --- | --------------------------------------- | -------------- | ------ |
| 1.  | "From A Pebble Thrown"                  | (Ian Anderson) | 3:04   |
| 2.  | "Pebbles Instrumental"                  | (Ian Anderson) | 3:30   |
| 3.  | "Might-have-beens"                      | (Ian Anderson) | 0:50   |
| 4.  | "Upper Sixth Loan Shark"                | (Ian Anderson) | 1:13   |
| 5.  | "Banker Bets, Banker Wins"              | (Ian Anderson) | 4:27   |
| 6.  | "Swing It Far"                          | (Ian Anderson) | 3:28   |
| 7.  | "Adrift And Dumfounded"                 | (Ian Anderson) | 4:25   |
| 8.  | "Old School Song"                       | (Ian Anderson) | 3:06   |
| 9.  | "Wootton Bassett Town"                  | (Ian Anderson) | 3:43   |
| 10. | "Power And Spirit"                      | (Ian Anderson) | 1:59   |
| 11. | "Give Till It Hurts"                    | (Ian Anderson) | 1:12   |
| 12. | "Cosy Corner"                           | (Ian Anderson) | 1:24   |
| 13. | "Shunt And Shuffle"                     | (Ian Anderson) | 2:12   |
| 14. | "A Change Of Horses"                    | (Ian Anderson) | 8:04   |
| 15. | "Confessional"                          | (Ian Anderson) | 3:08   |
| 16. | "Kismet In Suburbia"                    | (Ian Anderson) | 4:17   |
| 17. | "What-ifs, Maybes And Might-have-beens" | (Ian Anderson) | 3:36   |

- Datos: Q1961832